# JYJ
JYJ (coréen : 제이와이제이) est un boys band sud-coréen formé en 2010. Les trois membres (Jaejoong, Yoochun, Junsu) faisaient initialement partie du groupe TVXQ, mais après avoir décidé de porter plainte contre leur maison de disques SM Entertainment en 2009, le groupe a quitté TVXQ et a signé un contrat avec C-JeS Entertainment et Avex Japan.

## Le procès contre SM Entertainment
À la mi-2009, les trois membres Yoochun, Jaejoong et Junsu ont déposé une poursuite contre leur maison de disques coréenne, SM Entertainment, au sujet de leur contrat d’exclusivité de 13 ans signé avant qu’ils ne débutent au sein de TVXQ et d’une répartition injuste de leurs revenus. En octobre 2009, la Cour de Justice penche en leur faveur, décidant d'une suspension temporaire du contrat avec SM Entertainment. Le trio peut donc continuer ses activités jusqu'à la fin du procès. Mais le 13 avril 2010, la SM contre-attaque. Elle fait appel de la décision pour confirmer la validité de leur contrat avec JYJ et donc rendre invalide celui qu’ils avaient signé avec C-JeS Entertainment, l'actuel label du groupe, demandant des dommages et intérêts pour les pertes financières occasionnées depuis le début du procès. Début 2011, les procès secondaires et les différents appels de la SM sont rejetés. Seul le premier procès, concernant la validité du contrat liant les membres de JYJ à leur ancienne compagnie et une compensation financière par rapport aux revenus non-rétribués quand ils faisaient partie de TVXQ reste ouvert. C'est le 15 mars 2011 qu'a lieu la troisième audience du procès. Un comptable de la SM, chargé de la gestion des comptes des DBSK, est interrogé. Il est incapable de révéler précisément les revenus générés par le groupe, ni d'expliquer les faibles revenus des garçons. Différentes audiences ont eu lieu en 2011 et en 2012, mais la Cour leur a demandé de trouver un compromis avant qu'elle ne rende le verdict final, cependant les deux partis ont exprimé une divergence d’opinions difficile à surmonter. Le verdict devait être rendu le 13 septembre, néanmoins la Cour avait reporté la prise de sa décision, demandant une nouvelle médiation pour que les deux partis trouvent un accord. Le 18 septembre, il a été proposé aux deux partis de reprendre la médiation, mais cette fois-ci, aucune date butoir ne leur a été proposée afin qu’ils prennent le temps nécessaire pour régler leurs différends. Le procès est donc reporté à une date indéterminée.
Enfin, le 28 novembre 2012, après 3 ans et 4 mois d'affrontement judiciaire, l'agence SM Entertainment et le groupe JYJ ont trouvé un accord commun : chacune des parties ne poursuivra pas l’autre partie en justice. C-JeS Entertainment a précisé que JYJ poursuivra ses activités comme prévu.

## Le procès contre Avex
En 2010, la maison de disque japonaise Avex, chez qui le groupe JYJ avait signé un contrat après son départ de TVXQ, a décidé de suspendre toute activité promotionnelle à la suite d'un refus du groupe d'un nouveau contrat proposé par l'agence, pour qu'ils puissent continuer à se promouvoir au Japon. L'agence aurait déclaré avoir des doutes sur la respectabilité du PDG de C-JeS Entertainment, et l'accuser d'être associé à la mafia. En avril 2011, C-JeS Entertainment a déposé plainte contre Avex car celle-ci voulait empêcher le groupe de tenir un concert caritatif pour venir en aide aux victimes du tsunami qui avait touché le Japon un mois auparavant. La C-JeS espérait de l'agence japonaise qu'elle ne fasse plus obstacle aux activités de JYJ et qu'elle reconnaisse légalement l'agence coréenne, pour qu'elle puisse également gérer la carrière du groupe au Japon. Le 18 janvier 2013, le verdict a enfin été rendu par le tribunal de Tokyo : l'agence Avex a été condamnée à payer 660 millions de yens (environ 5,5 millions d'euros) de dédommagement ainsi que 1 million de yens (un peu plus de 8 000 euros) au PDG de C-JeS Entertainement pour les propos diffamatoires tenus à son égard. Avex a annoncé qu'elle fera appel de la décision,. Peu après, l'agence coréenne a confirmé et a commenté : "Pendant le procès au Japon le 18, il a été décidé qu'Avex ne pourrait pas intervenir dans les activités promotionnelles des JYJ au Japon.".

## Membres
- Hero : Kim Jaejoong (김재중) né le 26 janvier 1986 (39 ans) à Gongju dans le Chungnam.
- Micky : Park Yoochun (박유천) né le 4 juin 1986 (38 ans) à Séoul.
- Xia : Kim Junsu (김준수) né le 15 décembre 1986 (38 ans) dans le Gyeonggi (Corée du Sud).

## Carrière
Le 8 septembre 2010, JYJ a révélé leur premier mini-album, The....
Le 14 octobre 2010, le groupe a dévoilé leur premier album The Beginning.
Leur deuxième mini-album, Their Rooms, "Our Story" a été révélé le 21 janvier 2011.
Le 15 septembre 2011, le groupe dévoile leur second album In Heaven, dont le MV du titre phare du même nom a été dévoilé la veille.
Leur troisième album : "Just Us", avec comme titre phare "Back Seat", est sorti le 1er août 2014.

## Activités solos

### Junsu
En 2010, Junsu joue le rôle principal dans la comédie musicale « Mozart » (version coréenne). En 2011, il décroche le premier rôle dans la comédie musicale « Tears of Heaven ». Il fait une petite apparition dans un épisode du drama « Scent of Woman ».
Pour sa troisième comédie musicale « Elisabeth », Junsu jouera le rôle de « La Mort ». Les premières représentations sont prévues pour février 2012. Il a ainsi gagné de nombreux awards pour ses performances en comédies musicales.
Le 15 mai 2012, Junsu commença sa carrière musicale solo sous le nom de Xiah avec un premier album Tarantallegra.
Il dévoila le MV du titre phare du même nom le 13 mai puis la version danse de celui-ci le 11 juin. Le 12 décembre, c'est le MV de Even Though I Already Know, également présent dans l'album, qui a été révélé.
Sa tournée asiatique débuta le 20 mai jusqu'au 26 août 2012, date à laquelle il a tenu son dernier concert à Hong Kong. Il donna en tout 6 concerts dans toute l'Asie pour la promotion de son premier album.
Xia sorti un single Uncommitted le 24 août, qui est un repackage de Tarantallegra. Il est composé de deux titres : Uncommited et Tarantallegra version anglaise. Le single est sorti sous forme digital puis physique. Le MV de Uncommitted a été dévoilé le 17 août.
Xia enchaîna avec une tournée mondiale qui débuta le 30 août 2012 avec un concert à New York puis à Los Angeles, 3 dates en Amérique du Sud,.
Le 24 décembre 2012, Junsu a dévoilé le titre Thank U For en hommage à ses fans.
En juillet 2013, Junsu reprendra son rôle de « Death » (La Mort) pour la comédie musicale « Elisabeth ».
À l'occasion de son prochain album annoncé pour le 15 juillet 2013, Junsu démarra sa prochaine tournée à travers toute l'Asie le 20 juillet en Thaïlande, il passera à Shanghai le 28 et par la Corée du sud, notamment à Séoul et Busan. Cette tournée fera de lui le premier artiste solo à passer par 11 villes asiatiques en une seule et même tournée.
Après avoir fait patienter les fans avec deux teasers photos, et un teaser MV, Junsu dévoile finalement son clip vidéo 11AM le 2 juillet 2013. Pour ce MV, Xia a choisi de chanter en live, sans bande son préalablement enregistrée en studio. Il chante a capella, le piano venant seulement s'ajouter à sa voix remplie d'émotion au milieu de la chanson, tout au long bercée par le chant des oiseaux.
Le 15 juillet, Junsu dévoile le clip de Incredible, titre phare de son second album du même nom.

### Jaejoong
Jaejoong a joué dans les films « Heaven's Postman » en 2009 et « Code Name: Jackal » en 2012, ainsi que dans deux dramas : « Protect The Boss » en 2011 et « Time Sleep Dr. Jin » en mai 2012.
Il a sorti son premier mini-album Mine le 17 janvier 2013,,, dont le MV du titre du même nom a été dévoilé le 16. L'audio du titre phare One Kiss, quant à lui, a été dévoilé le 8 janvier.
Jaejoong a tenu un concert/fan meeting les 26 et 27 janvier qui s'intitule Your, My & Mine.
Jaejoong prépare actuellement une tournée asiatique. Une date a été annoncée : il se tiendra en Thaïlande le 17 février. La tournée se terminera à Yokohama (Japon) les 24, 25 et 26 juin.
Jaejoong a sorti un album repackage de Mine, intitulé Y, le 26 février 2013. L'album comprend les pistes de Mine ainsi que deux nouvelles chansons : Only Love et Kiss B.

## Discographie
- The... (2010)
- The Beginning (2010)
- In Heaven (2011)
- Just Us (2014)

### DVD
| Année | Informations |
| ----- | --- |
| 2010  | 3hree Voices - Sortie: 28 juillet 2010 - Format: 4 DVD - Durée: 180 min. - Langue: Japonais - Sous-titres: Japonais                                       |
| 2010  | Thanksgiving Live In Dome - Sortie: 8 septembre 2010 - Format: 2 DVD - Durée: 195 min. - Langue: Japonais                                                 |
| 2011  | Memories In 2010 - Sortie: mai 2011 - Format: 2 DVD - Durée: 170 min. - Langue: Japonais                                                                  |
| 2011  | A Sweet White Day Valentine Date - 1st Fanmeeting - Sortie: mai 2011 - Format: 1 DVD (VIP only) - Langue: Coréen                                          |
| 2011  | 3hree Voices II - Sortie: 25 mai 2011 - Format: 2 DVD - Durée: 180 min. - Langue: Coréen - Sous-titres: Anglais, Chinois Traditionnel/Simplifié, Japonais |
| 2011  | Come On Over - Sortie: décembre 2011 - Format: 5 DVD - Durée: 345 min. - Langue: Coréen - Sous-titres: Anglais, Chinois, Coréen, Japonais                 |
| 2011  | Worldwide Concert In Seoul - Sortie: 23 décembre 2011 - Format: 5 DVD - Durée: 448 min. - Langue: Coréen, Anglais - Sous-titres: Anglais, Japonais        |

### OST
En septembre 2010, le groupe a participé à l'OST de Sungkyunkwan Scandal avec Found You (ou Too Love) de Junsu
et To You It's Goodbye, To Me It's Waiting de Jaejoong; en juin 2011 pour Miss Ripley avec The Empty Space For You de Yoochun, en août 2011 pour Scent of a Woman avec You Are So Beautiful de Junsu ainsi que pour Protect the Boss avec I'll Protect You de Jaejoong. En mai 2012, Junsu a participé à l'OST de Rooftop Prince avec I Don't Like Love, et Jaejoong à celui de Dr. Jin avec Living Like A Dream. En septembre 2012, Junsu a chanté 사랑은 눈꽃처럼 pour Nice Guy.

## Tournées et concerts
- "JYJ World Tour Concert 2011"
- "JYJ World Tour Concert 2012"
- "The Return of JYJ Tokyo Dome 2013"
- "The Return of The King Asia tour 2014"
- "JYJ Ichigo Ichie Japan Dome Tour 2014"

## Récompenses
| Année | Titre                                       | Catégorie            | Travail nommé | Résultat |
| ----- | ------------------------------------------- | -------------------- | ------------- | -------- |
| 2011  | 7th Channel [V] Thailand Music Video Awards | Popular Asian Artist | The Beginning | Lauréat  |
| 2011  | KBS Best Icon Award                         | Top Idol Star        | In Heaven     | Lauréat  |